# Kapverdská hymna
Hymna Kapverd je píseň Cântico da Liberdade (česky Píseň svobody). Text napsal Amílcar Spencer Lopes a hudbu složil Adalberto Higino Tavares Silva. Hymna byla přijata v roce 1996, kdy nahradila dosavadní hymnu, která byla totožná s hymnou Guineje-Bissau.

## Oficiální text
Canta, irmão
canta meu irmão
que a Liberdade é hino
e o Homem a certeza.
Com dignidade, enterra a semente
no pó da ilha nua
No despenhadeiro da vida a esperança é
do tamanho do mar
que nos abraça
Sentinela de mares e ventos
perseverante
entre estrelas
e o Atlântico
entoa o cântico da Liberdade
Canta, irmão
canta meu irmão
que a Liberdade é hino
e o Homem a certeza.

## Český překlad
Zpívej, bratře,
zpívej, můj bratře,
že svoboda je hymnus
a člověk jistota.
Důstojně zasaď semeno
do půdy holého ostrova,
na srázu života je naděje
veliká jako moře,
které nás objímá.
Stráž moří a větrů
neochvějná
mezi hvězdami
a Atlantikem
pěje píseň svobody.
Zpívej, bratře,
zpívej, můj bratře,
že svoboda je hymnus
a člověk jistota.